# Голубцов, Сергей Платонович
Сергей Платонович Голубцов (1810—1888) — русский доктор медицины и  тайный советник, попечитель Одесского и Киевского учебных округов.

## Биография
Родился в Рязанской губернии 6 (18) октября 1810 года
После окончания Рязанской гимназии поступил на медицинский факультет Московского университета, из которого вышел лекарем 1-го отделения 7 июля 1832 года. Был утверждён акушером 10 января 1834 года; с 8 апреля 1836 года — сверхштатный городской акушер в Москве. После защиты докторской диссертации, посвящённой ревматизму, был утверждён 10 сентября 1837 года доктором медицины . В ноябре 1841 года был произведён в коллежские асессоры, а через полгода, 14 мая 1842 года вышел в отставку.
Вернулся на службу в феврале 1848 года и вновь вышел в отставку 10 августа 1852 года.
Участвовал в формировании рязанского ополчения во время Крымской войны 1853-1856 годов, по окончании которой ему был пожалован «крест ополчения для ношения на груди без ленты».
С 1865 года был председателем Михайловской уездной земской управы; в Киндяково находилась усадьба С. П. Голубцова. 
В 1866 году, 21 октября, он был произведён в действительные статские советники с одновременным назначением попечителем Одесского учебного округа. В 1872 году, 23 октября, был произведён в тайные советники. Состоялл почётным членом Одесского городового попечительства детских приютов, почётным мировым судьёй Одессы.
С 31 марта 1880 года — попечитель Киевского учебного округа.
С. П. Голубцов имел высшие российские ордена вплоть до ордена Св. Александра Невского (1 апреля 1879; бриллиантовые знаки к ордену были пожалованы 30 августа 1884 года); а также иностранные ордена: греческий Большой командорский крест ордена Спасителя со звездою, черногорский орден Князя Даниила I 1-й степени, шведский Большой командорский крест со звездой .
Был похоронен в своей усадьбе Киндяково.
Жена, Елизавета Александровна, урожд. Гедеонова.
Был внесён 1 мая 1845 года в III ч. Дворянской родословной книги Рязанской губернии.